# César Gaviria Trujillo völgyhíd
A César Gaviria Trujillo völgyhíd (spanyolul: Viaducto César Gaviria Trujillo) egy ferdekábeles híd Kolumbiában, Pereira és Dosquebradas között.

## Története
Már 1979-től kezdve felmerültek tervek a Pereira és Dosquebradas közötti közúti kapcsolat kialakítására, egy híd felépítésére, de a megvalósítás sokáig váratott magára. A konkrét építési munkálatok 1994. október 18-án indultak meg. Az építkezés előtt a terület talajának vizsgálata érdekében 11 helyen ástak le a földbe, a legmélyebb ilyen fúrás 67 méterig hatolt le.
Az építési munkákban volt, hogy 1000 munkás vett részt egyszerre. A munkások közül összesen legalább heten életüket vesztették az építkezés során.
Amíg a híd nem készült el, akár egy órába is telhetett, mire a folyó egyik partjáról át lehetett jutni a másikra. 1996-ban úgy becsülték, napi 30 000 jármű fog áthaladni rajta. A hozzá kapcsolódó városi utak kiépítésével és a szükséges területek megvásárlásával együtt több 10 milliárd peso értékű beruházás során épült, César Gaviria elnökről elnevezett hidat végül 1997. november 15-én avatták fel. 2013-ban már napi 62 000 gépkocsi használta a hidat, valamint számtalan kerékpár és motorkerékpár.

## Leírás
A típusa szerint ferdekábeles híd Kolumbia középpontjától nyugatra, Risaralda megye székhelye, Pereira északkeleti és Dosquebradas déli része között ível át az Otún folyó völgye és a völgyben húzódó utcák fölött 55 méter magasságban. Teljes hossza 615 méter, legnagyobb nyílása 211 méter. Útpályáját, amelynek emelkedése 1,5%-os, amellett, hogy 72 darab kábel tartja, alulról két fő- és három másodlagos pilon támasztja alá, amelyek közül a legmagasabb összesen 105 méteres. A főpilonok rombuszszerűen elágaznak, ágaik maguk közé ölelik az útpályát.

## Képek

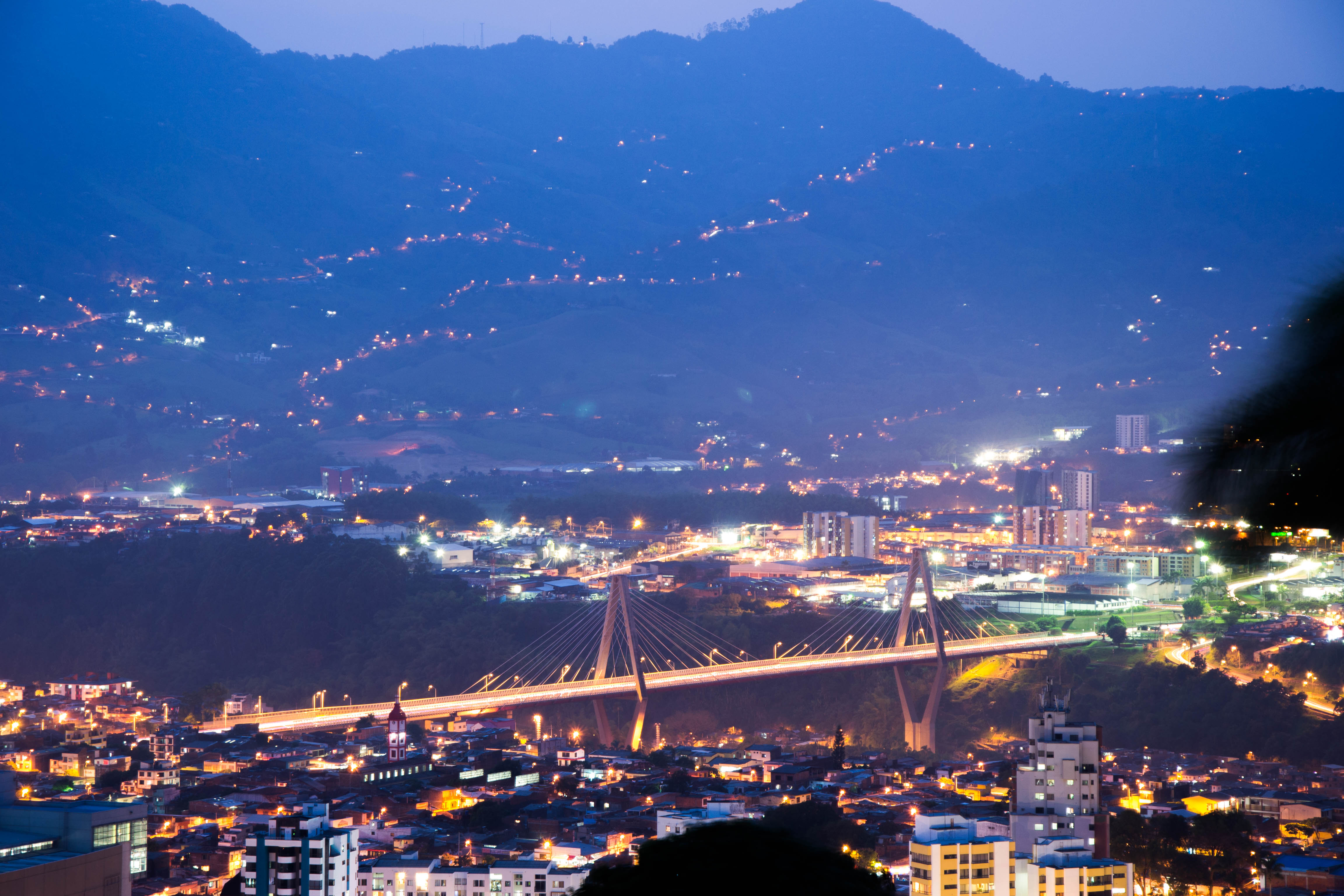
Éjjeli látkép
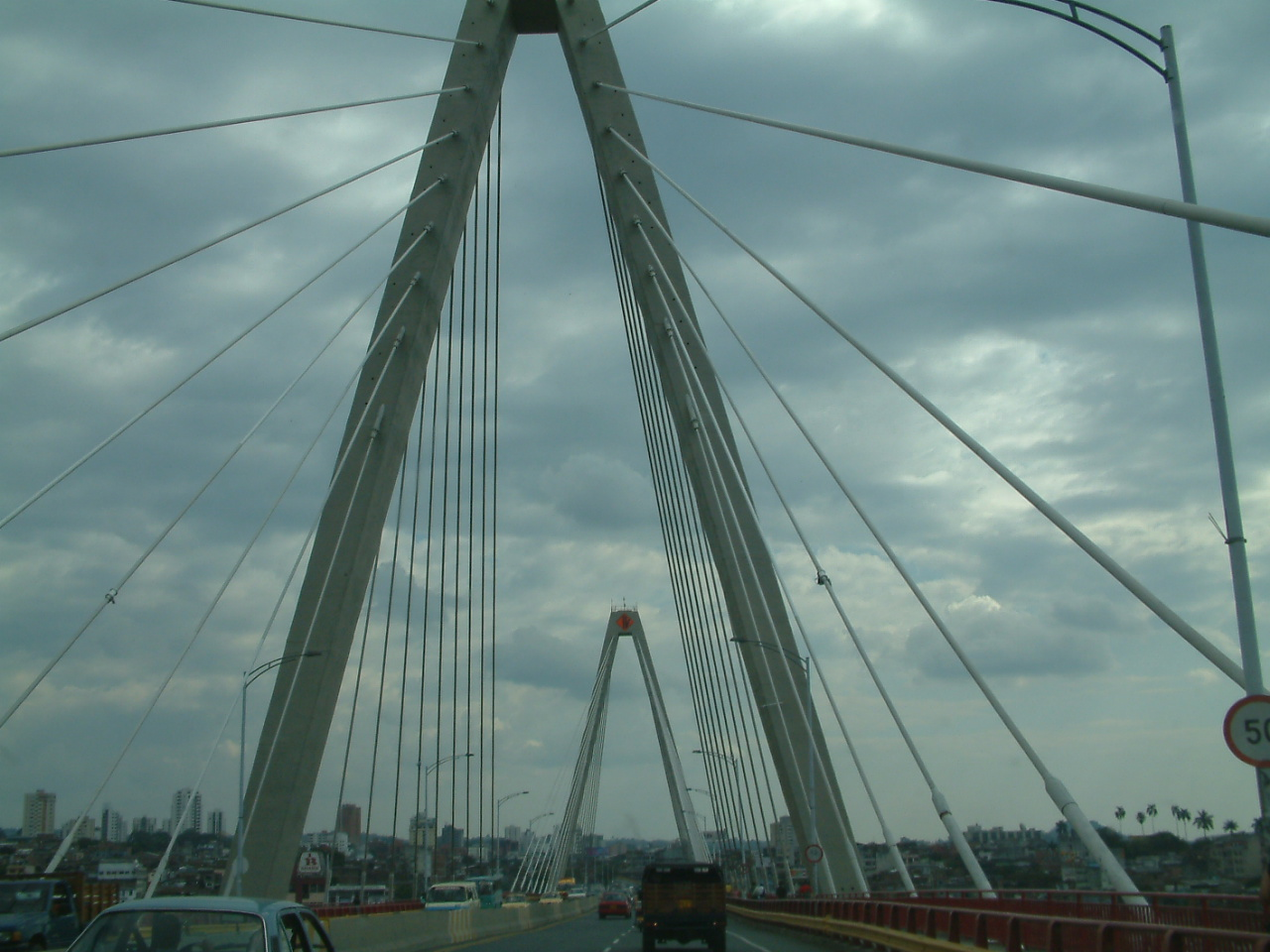
A kábelek
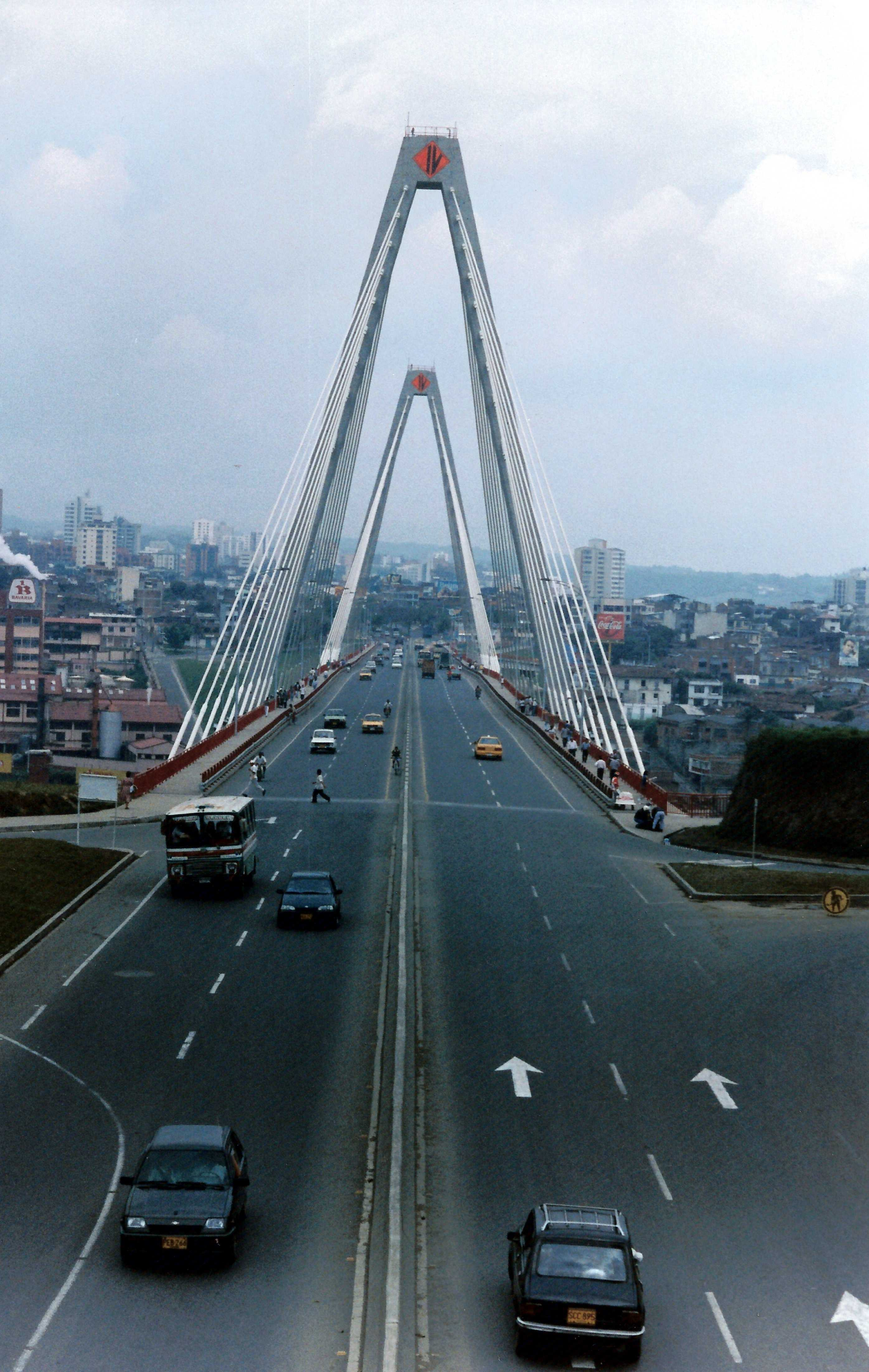
Az útpálya